# Diakonie-Zentrum Salzburg
Das Diakonie-Zentrum Salzburg ist eine Einrichtung des  Evangelischen Diakoniewerks Gallneukirchen und umfasst ein Krankenhaus, Seniorenarbeit, Behindertenhilfe, stadtteilorientierte Sozialarbeit sowie Aus- und Fortbildung im Sozial- und Gesundheitsbereich.

## Geschichte
Die Geschichte des Diakonie-Zentrums Salzburg beginnt mit der Gründung des Diakonissen-Krankenhauses Salzburg im Jahr 1935, als das damalige Sanatorium Schwarzbach in der Imbergstraße im Zentrum Salzburgs vom „Evangelischen Verein für Innere Mission“ – heute Evangelisches Diakoniewerk Gallneukirchen – erworben wurde. 
Damalige Unterkunft war das sog. „Saulich Schlössl“, auch „Schloß Arnstein“ genannt (Imbergstraße 31), das von dem böhmischen Arzt Dr. Josef Schwarzbach 1929 erworben wurde. Nach Plänen von Richard Bandian wurden die Türmchen und Erker 1931/32 zugunsten eines kahlen Zweckbaus abgetragen und 1933 als Sanatorium eröffnet. Vor Kurzem wurde dieser Bau revitalisiert (Gesundheitszentrum, Wohnungen, Fitness-Club). Von dem alten Ansitz bzw. den Zubauten durch die Diakonissen ist heute nichts mehr erhalten. 
Das von den Diakonissen geführte Privatkrankenhaus wurde stets erweitert, was in den 1980er Jahren zu beengten Platzverhältnissen führte. Zu dieser Zeit bot die Stadt Salzburg dem Diakoniewerk ein Grundstück in Salzburg-Aigen an – für den Neubau des Krankenhauses und einer Einrichtung für ältere Menschen.  1994 nahm schließlich das Diakonie-Zentrum Salzburg im Stadtteil Aigen seinen Betrieb auf. Diakonische Eckpfeiler sind neben dem Diakonissen-Krankenhaus das Haus für Senioren mit dem Tageszentrum Aigen und einem Kurzzeitpflegeangebot, die mobile Seniorenhilfe, die Schule für Sozialbetreuungsberufe sowie eine Kirche. Im Jahr 2001 wurden die Aufgaben des Diakonie-Zentrums im Auftrag der Stadt Salzburg um die stadtteilorientierte Sozialarbeit in den Bewohnerservices Aigen&Parsch, Gnigl&Schallmoos und Itzling&Elisabeth-Vorstadt erweitert. 2006 wurde die Einrichtung „Leopold-Pfest-Straße – Wohnen und Förderung von Menschen mit Behinderung“ eröffnet. Seit 2008 bietet das Diakonie-Zentrum Salzburg jungen Menschen mit Beeinträchtigung oder Lernschwächen einen Arbeits- und Ausbildungsplatz im Kulinarium Salzburg an.

## Arbeitsfelder
Gesundheit
- Privatklinik Wehrle-Diakonissen: Privatklinik mit Schwerpunktsetzungen (Ein Unternehmen der PremiQaMed Gruppe und des Diakoniewerks).
- Gruppe Therapie: Physio- und Ergotherapie, Logopädie und psychologische Beratungen; Therapiezentrum Pinzgau: Diakonie-Zentrum in Zusammenarbeit mit Caritas: Therapiezentrum für Menschen mit Behinderung
- Zentrum für Traditionelle Chinesische Medizin

Seniorenarbeit
- Haus für Senioren: Kurzzeitpflege oder Wohnen mit integrierter Pflege, therapeutisches Angebot (Physio-, Ergotherapie, Logopädie), psychologische Begleitung und Seelsorge,
- Tagesbetreuung in den Tageszentren Aigen und Gnigl: Tageweise Betreuung für Senioren
- Diakonie.mobil: stundenweise Betreuung und Pflege zu Hause

Behindertenhilfe
- Leopold-Pfest-Straße – Wohnen und Förderung: Wohnhaus für 30 Menschen mit Behinderung
- Kulinarium Salzburg: Cateringunternehmen, das Menschen mit Behinderung und Lernbeeinträchtigung beschäftigt.

Stadtteilarbeit
- Bewohnerservicestellen: sind eine Anlaufstelle und Informationsdrehscheibe für Bewohner jeden Alters im jeweiligen Stadtteil; bieten Rat & Information, Interessensunterstützung, Verbesserung der Infrastruktur, Vermittlung bei Konflikten, kulturelle Aktivitäten, Veranstaltungen usw.
- Gesundheits- und Sozialzentrum Süd: Gesundheits- und Sozialberatung, psychosoziale Beratung für Menschen in jedem Alter
- Freiwilligen-Netzwerke Salzburg: Modell-Projekt in Kooperation mit der Stadt Salzburg; zwei Koordinatorinnen begleiten Freiwillige in den Stadtteilen Itzling und Elisabeth-Vorstadt sowie Aigen, Parsch, Herrnau und Salzburg Süd; sie stellen Kontakte zu Senioren her, die gerne Besuch von anderen bekommen

Ausbildung
- Schule für Sozialbetreuungsberufe: Ausbildungsangebote zu Altenarbeit, Behindertenarbeit und Behindertenbegleitung

Seelsorge
- Kirche im Diakonie-Zentrum: Evangelischer, ökumenischer und katholischer Gottesdienst; Seelsorgerliche Betreuung durch evangelische und katholische Kirche; Ehrenamtlicher Besuchsdienst in allen Arbeitsbereichen

## Leitung
Geschäftsführung Diakoniewerk Salzburg: Michael König